# FC Stubai
Der FC Stubai ist ein österreichischer Fußballverein aus dem Stubaital im Bezirk Innsbruck-Land in Tirol und wurde 2019 von den Vereinen SSV Neustift, TSV Fulpmes, SV Mieders und SV Schönberg gegründet. Die Kampfmannschaft spielt in der Tiroler Liga.

## Männerfußball

### SSV Neustift
Herbert Strickner, ein fußballbegeisterter Wattener, kam 1948 als Lehrer nach Neustift und fing an mit seinen Schülern und anderen Jugendlichen an, Fußball zu spielen. Er stellte in den 1950er Jahren eine Mannschaft zusammen, die 1962 in den Tiroler Fußballverband aufgenommen wurde. Er spielte in den 1960er Jahren in dieser Mannschaft, zumeist als Routinier oder Tormann. Er war 10 Jahre lang Obmann des Gesamtvereins und 20 Jahre lang Fußball-Sektionsleiter. Der Tiroler Fußballverband berief in 1966 in den Vorstand.
Von den Anfängen des Fußballsports in Neustift
In Kampl konnten Herbert Strickner und seine Fußballer einen geeigneten Schotterplatz des Habichtshof nutzen, der halbwegs eben war und dem Katholischen Tiroler Lehrerverein gehörte. Anfangs wurden die Fußballspieler geduldet und dann wieder vertrieben, bis sie 1961 einen Pachtvertrag mit dem Lehrerverein ausverhandeln konnten. Die Fußballer kümmerten sich um den Bau von Umkleidekabinen und für eine Waschmöglichkeit. Sie spielten nur Freundschaftsspiele gegen Mannschaften aus dem Wipptal, Raum Innsbruck und dem Mittelgebirge. In der Zwischenzeit wurde die Fußballmannschaft an den bestehenden SV Neustift angegliedert.
Der SV Neustift wurde am 20. Juni vom Tiroler Fußballverband aufgenommen und startete in der Saison 1962/63 in der 2. Klasse. Die Gegner und die Neustifter Fußballspieler kritisierten ihre eigene Heimstätte und versuchten, einen Rasenplatz von der Gemeinde zu bekommen. Aber daraus wurde in dieser Zeit nichts. Mitte der 1970er Jahre wurden die Stubaitaler trotz widriger Bedingungen Meister der 2. Klasse und stiegen auf.
Der Fußballplatz wurde mit einer Sandoberfläche überzogen, blieb aber ein ungeliebter Hartplatz. In der Saison 1978/79 schafften die Stubaitaler den Aufstieg in die Gebietsliga West, 1980/81 in die damaligen Amateurliga, die dann zwei Jahre später zweigeteilt und in die Landesliga West und Ost umbenannt wurde. 1986 feierten die Neustifter den Meistertitel in der Landesliga West und stiegen in die Tiroler Liga auf, der damaligen vierten österreichischen Spielklasse. Der Sportplatz forderte immer wieder verletzungsbedingte Ausfälle der eigenen Spieler und es kamen Kritiken von Spielern der Gästevereine und auch Beschwerden vom Tiroler Fußballverband.
Trotz dieser Verhältnisse erreichten die Stubaitaler das Tiroler Cupfinale 1986 und mussten den damaligen Regionalligisten SC Imst mit 1:1 und 1:2 geschlagen geben. Im ÖFB Cup 1986/87 schlugen die Neustifter in der 1. Runde den SV Kundl mit 2:1 und in der 2. Runde den SV Rum mit 1:0, in der 3. Runde war der SV Salzburg vor 1.000 Zuschauern mit 0:4 Endstation. In den nächsten Jahren verlor der Verein ein paar Leistungsträger und der Verein musste den Abstieg in die Landesliga West 1990 hinnehmen. Im Herbst 1994 ging der provisorische Betrieb, am 22. Juni 1997 erfolgte die Übergabe der neuen Sportanlage mit Rasenplatz.
Im Jahr 2000 erreichte der Verein mit dem Meistertitel in der Landesliga West den Aufstieg in die Tiroler Liga, 2002 stiegen die Neustifter in die Landesliga West ab, 2005 in die Tiroler Liga auf, 2006 in die Landesliga West ab, 2013 in die Tiroler Liga auf, 2014 in die Landesliga und 2016 in die Gebietsliga West ab. Seit 2017 spielen die Stubaitaler in der Landesliga West. 2019 erfolgte der Zusammenschluss mit den anderen Vereinen aus dem Stubaital und die Mannschaft spielte unter FC Stubai in der Landesliga West weiter.

### TSV Fulpmes
Ignaz Tomandlund ein mehrere Turnfreunde gesellten sich zusammen und gründeten am 19. Oktober 1904 die Turnergesellschaft Stubaital. Nach dem Zweiten Weltkrieg, 1945, wurde der Sportverein Fulpmes gegründet, seit 1957 ist der Turnverein und der 1947 gegründete Tischtennisclub „Edelweiß“ zusammen und bieten Fußball, Schilauf und Rodeln unter dem Namen TSV Fulpmes an. In den 1980er Jahren kamen Tennis und Basketball hinzu.
Zu Beginn der 1990er Jahre befand sich die Fußballabteilung in der Tiroler Liga und wurde zehnter von vierzehn Mannschaften und spielte dort bis 1997. Der Verein war in der Landesliga West bis 2003 und stiegen in die Gebietsliga West ab. Drei Jahre später, 2006 stiegen sie in die Landesliga West auf, 2008 in die Gebietsliga West, 2011 in die Bezirksliga West und 2012 in die 1. Klasse West ab. In der nächsten Saison 2013/14 schafften die Fulpmer den Aufstieg in die Bezirksliga West und spielten seit 2017 in die Gebietsliga West. 2019 erfolgte der Zusammenschluss mit den anderen Vereinen aus dem Stubaital und die Mannschaft spielte unter FC Stubai in der Gebietsliga West weiter

### SV Mieders
Der Sportverband in Mieders wurde 1968 mit Skilaufen und Rodeln gegründet, weil der Bau der Serlesbahn, die 1970 in Betrieb ging, geplant wurde. Nach einiger Zeit kam auch Fußball dazu, der im Sommer auf dem notdürftigen Bolzplatz gespielt wurde. Tischtennis wurde bis 1979 angeboten.
In den 1980er Jahren wollten die Fußballer einen neuen Sportplatz. Die Miederer dachten an eine Schottergrube bei den Serlesliften, ein gemeinsamer Sportplatz mit Telfes im Bereich zwischen Kirchbrücker und Wiesenhof neben der Ruetz oder die Sanierung des alten Platzes nach. Alle drei Vorschläge wurden verworfen. 1984 stieg die Raika Mieders als Sponsor ein.
Die Sportgemeinschaft Mieders/Schönberg spielte in der Saison 1990/91 in der 2. Klasse Innsbruck und platzierte sich an achter Stelle von zwölf Mannschaften. In den nächsten Jahren bis 2001 spielte das Team in Schönberg als SV Schönberg, in der 2. Klasse weiter. Über die Gründung des SV Schönberg liegt keine Information vor.
Der Sportplatz in Mieders wurde immer weniger benutzbar und der Verein musste einen anderen Platz für die Heimspiele suchen. Die Fußballabteilung wurde beim SV Mieders ruhend gestellt und der Verein war nahe an einer Auflösung. Durch den Bau des neuen Sportplatzes, der anfangs durch eine fehlende Umzäunung nicht bespielbar war, konnte diese abgewendet werden.
2001 stiegen die Schönberger in die Gebietsliga West auf und 2004 in die 1. Klasse Mitte ab. In der Zwischenzeit, 2002, wurde der Sportplatz mit den Nebenanlagen fertig und dem Sportverein übergeben, der die Sektion Fußball aktivierte und in der 2. Klasse Mitte ab der Saison 2003/04 startete. 2012 stieg der Verein in die 1. Klasse West und 2016 in die Bezirksliga West auf. In der Saison 2018/19 belegte der Sportverein den 14. und den letzten Platz. 2019 erfolgte der Zusammenschluss mit den anderen Vereinen aus dem Stubaital und die Mannschaft integrierte sich als Nachwuchsmannschaft in den FC Stubai.
Beim SV Schönberg, die in der Saison 2017/18 in der 2. Klasse Mitte waren, erfolgte 2019 der Zusammenschluss mit den anderen Vereinen aus dem Stubaital und die Mannschaft integrierte sich als Nachwuchsmannschaft in den FC Stubai.

### Umbenennung in FC Stubai
Der SSV Neustift, damals in der Landesliga West, schloss sich 2019 mit dem TSV Fulpmes, welcher in der Gebietsliga West spielte, dem SV Mieders, der aus der Bezirksliga West abstieg und dem SV Schönberg, der aus der 2. Klasse Mitte abstieg, zum FC Stubai zusammen. Dieser Neue Verein übernahm den Platz von Neustift in der Landesliga West.
2024 war das bislang erfolgreichste Jahr des FC Stubai: Sowohl die Kampfmannschaft als auch die 1b-Mannschaft stiegen als Meister in die nächsthöhere Tiroler Liga und Bezirksliga West auf.

## Frauenfußball
Die Frauenmannschaft von SV Neustift ging 2017 eine Spielgemeinschaft mit dem SV Matrei ein und spielt seitdem in der Frauen Tiroler Liga. Ab der Saison 2019/20 nennt sich die Mannschaft SPG FC Stubai/Matrei.

### Erfolge
- 1 × Tiroler Frauen-Landescup-Sieger: 2018
- 1 × Euregio-Cup Sieger: 2019
- 2 × Tiroler Meister: 2015 & 2019
- 1 × Meister Frauen Landesliga West: 2013